# Трамплер, Райнхольд
Райнхольд Трамплер (нем. Reinhold Trampler, 26 июля 1877 — 21 декабря 1964) — австро-венгерский фехтовальщик, призёр Олимпийских игр.
Райнхольд Трамплер родился в 1877 году. В 1912 году венский k.u.k. Militär Fecht- und Turnlehrerinstitut отправил команду фехтовальщиков на Олимпийские игры в Стокгольме, которая выступала под флагом Австрии; в составе этой команды он завоевал серебряную медаль в фехтовании на саблях. Также он выступил в индивидуальном первенстве на рапирах, но безуспешно.